# ファニー・レディ
『ファニー・レディ』（Funny Lady）は、ハーバート・ロス監督、バーブラ・ストライサンド、ジェームズ・カーン、オマル・シャリーフ、ロディ・マクドウォール、ベン・ヴェリーン出演の1975年のアメリカ合衆国の伝記・ミュージカル・コメディドラマ映画である。
1968年の映画『ファニー・ガール』の続編であり、ファニー・ブライスとビリー・ローズ の結婚が描かれる。脚本はアーノルド・シュルマンの原案を基にジェイ・プレッソン・アレンとシュルマンが執筆した。

## キャスト
- ファニー・ブライス - バーブラ・ストライサンド（松金よね子）
- ビリー・ローズ （英語版） - ジェームズ・カーン（羽佐間道夫）
- ニッキー・アーンスタイン（英語版） - オマル・シャリーフ（小林勝彦）
- ボビー・ムーア - ロディ・マクドウォール（安原義人）
- バート・ロビンス - ベン・ヴェリーン（英語版）
- ノーマ・バトラー - キャロル・ウェルズ（英語版）
- バーナード・バルーク - ラリー・ゲイツ（英語版）
- ラジオアナウンサーの声 - ジャック・エンジェル (クレジット無し)

※日本語吹替：テレビ版・放送日1982年8月21日『ウィークエンドシアター』

## 受賞とノミネート
| 賞                   | 部門                                        | 候補                                                                                     | 結果       |
| -------------------- | ------------------------------------------- | ---------------------------------------------------------------------------------------- | ---------- |
| アカデミー賞         | 撮影賞                                      | ジェームズ・ウォン・ハウ                                                                 | ノミネート |
| アカデミー賞         | 衣裳デザイン賞                              | レイ・アガーヤン、ボブ・マッキー                                                         | ノミネート |
| アカデミー賞         | 編曲・歌曲賞                                | ピーター・マッツ                                                                         | ノミネート |
| アカデミー賞         | 歌曲賞                                      | 「ハウ・ラッキー・キャン・ユー・ゲット」 - フレッド・エッブ、ジョン・カンダー            | ノミネート |
| アカデミー賞         | 音響賞                                      | リチャード・ポートマン、ドン・マクドゥーガル、カーリー・サールウェル、ジャック・ソロモン | ノミネート |
| ゴールデングローブ賞 | 映画作品賞 (ミュージカル・コメディ部門)     | 『ファニー・レディ』                                                                     | ノミネート |
| ゴールデングローブ賞 | 映画主演女優賞 (ミュージカル・コメディ部門) | バーブラ・ストライサンド                                                                 | ノミネート |
| ゴールデングローブ賞 | 映画主演男優賞 (ミュージカル・コメディ部門) | ジェームズ・カーン                                                                       | ノミネート |
| ゴールデングローブ賞 | 作曲賞                                      | フレッド・エッブ、ジョン・カンダー                                                       | ノミネート |
| ゴールデングローブ賞 | 主題歌賞                                    | 「ハウ・ラッキー・キャン・ユー・ゲット」 - フレッド・エッブ、ジョン・カンダー            | ノミネート |
| ゴールデングローブ賞 | 新人男優賞                                  | ベン・ヴェリーン                                                                         | ノミネート |

## サウンドトラック
サウンドトラックは『Billboard』アルバム・チャートで最高6位となり、ゴールドにも認定された。多くの曲はフレッド・エッブとジョン・カンダーが手がけた。